# Tuusniemi
Tuusniemi ist eine finnische Gemeinde in der Landschaft Nordsavo.

## Ortschaften
Zur Gemeinde gehören die Orte Enonsalo, Hauranki, Juurikkamäki, Jänissalo, Kartansalo, Kiukoonniemi, Kosula, Laukka-aho, Leppäranta, Litmaniemi, Lohilahti, Miettilä, Ohtaanniemi, Paakkila, Susiniemi, Syrjäsaari, Tuusjärvi, Tuusniemi, Ukonlahti und Viitamäki.

## Politik

### Gemeinderat
Wie in den meisten ländlichen Gegenden Finnlands ist in Tuusniemi die bäuerlich-liberale Zentrumspartei die stärkste Partei. Bei der Kommunalwahl 2012 erreichte sie trotz Verlusten mit 45 % der Stimmen und 11 von 21 Abgeordneten die absolute Mehrheit im Rat. Die Sozialdemokraten stellen mit drei Sitzen die zweitstärkste Fraktion. Darüber hinaus sind im Gemeinderat die konservative Nationale Sammlungspartei, die rechtspopulistischen Wahren Finnen und das Linksbündnis mit je zwei Mandaten vertreten. Die Christdemokraten verfügen über einen Vertreter.
| Partei                    | Wahlergebnis 2012 | Sitze   |
| ------------------------- | ----------------- | ------- |
| Zentrumspartei            | 45,0 % (−3,0)     | 11 (±0) |
| Sozialdemokraten          | 12,3 % (−2,6)     | 03 (±0) |
| Nationale Sammlungspartei | 12,2 % (−0,8)     | 02 (−1) |
| Wahre Finnen              | 12,0 % (+9,0)     | 02 (+2) |
| Linksbündnis              | 11,8 % (+2,8)     | 02 (±0) |
| Christdemokraten          | 04,8 % (+0,5)     | 01 (±0) |
| Andere                    | 01,8 % (−5,9)     | 00 (−1) |

### Städtepartnerschaften
Tuusniemi unterhält seit 1990 eine Städtepartnerschaft mit Prjascha in Russland.

## Söhne und Töchter
- Väinö Ikonen (1895–1954), Ringer
- Tuula Haatainen (* 1960), Politikerin
- Elisa Holopainen (* 2001), Eishockeyspielerin und Olympia-Bronzemedaillengewinnerin